# Anna Beck
Anna Beck, född 24 november 1979, är en svensk paracyklist. Hon lider av Charcot-Marie-Tooths sjukdom och tävlade i klassen C3.

## Karriär
Beck började elitsatsa som paracyklist 2016 och tog vid landsvägs-VM 2017 i Pietermaritzburg guld i linjeloppet och silver i tempoloppet. Vid landsvägs-VM 2018 i Maniago tog hon guld i både tempoloppet och linjeloppet. Vid ban-VM 2019 i Apeldoorn tog Beck brons i individuell förföljelse.
Vid landsvägs-VM 2021 i Cascais tog Beck på nytt guld i både tempoloppet och linjeloppet. Vid paralympiska sommarspelen 2020 i Tokyo, som arrangerades 2021, tog hon silver i både tempoloppet och linjeloppet i klassen C1–3.
Vid landsvägs-VM 2023 i Glasgow tog Beck guld i tempoloppet. Hon tog brons i tempoloppet vid paralympiska sommarspelen 2024. Vid landsvägs-VM 2024 i Zürich tog Beck guld i tempoloppet. Hon avslutade därefter sin karriär och blev ny förbundskapten i paracykel.